# Charax condei
Charax condei är en fiskart som först beskrevs av Jacques Géry och Knöppel, 1976.  Charax condei ingår i släktet Charax och familjen Characidae. Inga underarter finns listade i Catalogue of Life.